# Flatopsis
Flatopsis är ett släkte av insekter. Flatopsis ingår i familjen Flatidae.
Kladogram enligt Catalogue of Life:
| Flatopsis | \| \| Flatopsis guttifera \| \| \| \| \| \| Flatopsis nivea \| \| \| \| |
|           | \| \| Flatopsis guttifera \| \| \| \| \| \| Flatopsis nivea \| \| \| \| |
|           | Flatopsis guttifera                                                     |
|           |                                                                         |
|           | Flatopsis nivea                                                         |
|           |                                                                         |